# José García Viñas
Pour les articles homonymes, voir José García (homonymie) et García.
José García Viñas, né le 3 décembre 1848 à Malaga (Espagne) et mort à Melilla (Protectorat espagnol au Maroc) le 7 septembre 1931, est un médecin, pionnier et propagandiste de l'anarchisme en Espagne.

## Biographie
Il est étudiant en médecine à Barcelone quand il se joint au groupe d'Internationalistes créé lors de la rencontre avec Giuseppe Fanelli.
Le 1er août 1872, à Barcelone, il est parmi les fondateurs du groupe de L'Alliance bakouniniste.
La même année, il est délégué par la Fédération Régionale Espagnole au congrès de la Première Internationale puis participe au Congrès de Saint-Imier.
Ami de Bakounine et de Kropotkine, il édite plusieurs revues dont La Federación (1869) et La Revista Social (1872-1880).
Il apporte une aide médicale aux ouvriers, mais se montre également un homme d'action, prenant part à diverses luttes et tentatives insurrectionnelles comme, en juin 1873, où avec Paul Brousse, il occupe l'Hôtel de ville de Barcelone durant plusieurs jours.
En 1880, en désaccord avec une orientation plus légaliste et réformiste, il cesse de militer et s'installe à Malaga, puis Melilla en 1902, où il exerce la médecine, devenant directeur d'un Centre de secours puis d'un Centre hygiénique de 1923 à 1927.
En 1929, il entretient encore une correspondance avec Max Nettlau.
Il a traduit divers ouvrages de James Guillaume en espagnol.

## Notices
- L'Éphéméride anarchiste : notice biographique.